# Uru in Blue
Uru in Blue (蒼きウル Aoki Uru?), también conocido como  Blue Uru, o por su nombre en japonés Aoki Uru, es un proyecto de película de ciencia ficción animada japonesa no producida por Gainax que pretende ser una secuela de su película de 1987 Royal Space Force: The Wings of Honnêamise. Aoki Uru fue planeado originalmente para ser dirigido por Hideaki Anno y con el guion de Hiroyuki Yamaga, con Yoshiyuki Sadamoto como su director de animación y diseñador de personajes. Durante 1992-1993, el equipo creativo de Aoki Uru produjo un guion gráfico completo, un guion parcial y una gran colección de diseños y arte de preproducción para la película; sin embargo, el proyecto se había iniciado sin un presupuesto asegurado y su desarrollo se produjo dentro de un período de crisis personales, financieras y de gestión en Gainax que contribuyeron a la suspensión indefinida del trabajo en Aoki Uru en julio de 1993.
El coproductor de Aoki Uru, Yasuhiro Takeda, ha argumentado que los temas y circunstancias que rodean el proyecto de la película influyeron en la creación de la serie de anime de televisión de Anno Neon Genesis Evangelion, cuya planificación comenzó el mismo mes en que Aoki Uru fue suspendida. En los años posteriores a 1993, Gainax ha hecho anuncios ocasionales sobre un resurgimiento del concepto Aoki Uru, esta vez para ser dirigido por Yamaga, con Sadamoto permaneciendo adjunto al proyecto, incluida una propuesta multimedia a fines de la década de 1990, y el anuncio formal de un nombre en inglés para la película, Uru in Blue, en la Tokyo International Anime Fair 2013. En 2018, el proyecto Uru in Blue fue transferido de Gainax a Gaina, una entidad corporativa diferente y subsidiaria del Grupo Kinoshita, con el objetivo de un estreno mundial de la película en 2022. Un artículo publicado a finales de 2022 describía a Yamaga trabajando actualmente en el proyecto.

## Historia de la producción

### Propuesta original (1992–1993)
Aoki Uru, una propuesta cinematográfica concebida como una secuela de Royal Space Force, se desarrolló por primera vez durante un difícil período de transición para Gainax entre Otaku no Video de 1991 y el debut de Neon Genesis Evangelion en 1995; Hideaki Anno describió este momento de su vida como el de "un hombre destrozado que no pudo hacer nada durante cuatro años; un hombre que se escapó durante cuatro años, uno que simplemente no estaba muerto". Aunque la participación del presidente original de la empresa, Toshio Okada, con los creadores de su estudio se remonta a más de una década, como cofundador de Gainax y su empresa de merchandising asociada General Products, además de haber proporcionado personalmente la financiación inicial para el predecesor de Gainax, Daicon Film, Yasuhiro Takeda lo describió como en 1991 que se había convertido en un "obstáculo" para que Gainax creara un "anime nuevo y mejor". Okada había sugerido que Gainax dejara de hacer anime a favor de sus rentables juegos de PC, mientras que Takami Akai argumentó que fue la participación de Gainax en el anime lo que le dio su punto de apoyo en la industria del juego. Takeda relató un hecho en el que Hiroyuki Yamaga había salido de una sesión de planificación sobre el futuro del estudio después de que Okada llegara a la reunión para anunciar que no renunciaría, diciendo: "Ni siquiera puedo hablar con él en la misma habitación".
En una entrevista de 1995, Okada recordó haber discutido con Yamaga un concepto de secuela diferente al de Aoki Uru mientras asistía al evento Star Quest de 1987 en Los Ángeles; la idea involucraba una nave estelar del mundo de Royal Space Force — indicada por Okada como en el sistema Alpha Centauri — que hace un viaje a la Tierra actual 100 años después de los eventos de la primera película. Los siguientes proyectos principales de anime de Gainax, sin embargo, fueron Gunbuster (1988-1989), Nadia: The Secret of Blue Water (1990-1991) y Otaku no Video (1991); El trabajo de storyboard sobre el concepto de Aoki Uru no comenzó hasta marzo de 1992, el mismo mes, Okada, bajo una continua presión interna, partió de Gainax. Yamaga reemplazó a Okada en su rol anterior dentro de la copresidencia de Gainax, ahora ejercido entre Yamaga y Takeshi Sawamura; En sus memorias, Takeda caracterizó la posición de Yamaga como la cara pública del estudio, mientras que Sawamura dirigía las operaciones del día a día, con la aprobación final de los proyectos controlados por Akai, cuyo videojuego Princess Maker había demostrado ser una importante fuente de ingresos para la empresa. Takeda notó que el conflicto de liderazgo durante este período continuó incluso después de la partida de Okada, pero ahora entre Sawamura y Akai; El propio Akai dimitiría en septiembre de 1994, poco más de un año antes del debut de Evangelion, aunque volvería a la junta directiva de Gainax en 2001.
Yoshiyuki Sadamoto, cuyo papel en Aoki Uru era ser diseñador de personajes y director de animación en jefe, comentó que los orígenes de 1992 del proyecto secuela siguieron al colapso de los planes para Olympia, un anime que Takeda describe como un "proyecto fantasma" para el cual Akai fue el creador principal, con Hideaki Anno como director. Yamaga sintió que las dificultades que el personal había encontrado para dibujar juntos en Olympia, necesitaban un regreso a un proyecto con una historia original para el que se había fundado el estudio, con el fin de redescubrir en este tipo de trabajos las cualidades que deseaban llevar adelante a una nueva generación de anime de la compañía Gainax. Aoki Uru se establecería 50 años después de Royal Space Force, con el razonamiento de que evitar personajes recurrentes o historias de la película original haría que el argumento fuera más fácil de entender para los inversores. En una descripción de Sadamoto de la trama publicada en 1993, "Uru" iba a ser el nombre del protagonista del anime, un expiloto militar que había abandonado las fuerzas armadas y se había escondido. Una vez el amante de una princesa de la familia real de Honnêamise, fue secuestrad lo que lleva a unirse a un equipo de rescate de otros cuatro pilotos de élite, cada uno equipado con aviones de combate VTOL y con sus propias razones individuales para asumir la misión. Sadamoto relató que el anime intentaría enfatizar una experiencia visual de velocidad e intensas escenas de acción aérea.
Aoki Uru iba a ser dirigido por Anno y escrito por Yamaga, quien había completado el primero de los cuatro actos previstos en el guion; sus diseños de mechas primarios fueron dibujados por Masamune Shirow, creador de Ghost in the Shell, y Kazutaka Miyatake de Studio Nue; aunque bien conocido por su trabajo en Macross, Miyatake también había diseñado varios de los acorazados espaciales en Gunbuster. Aoki Uru iba a utilizar el mismo equipo de directores de arte que Gunbuster, Masanori Kikuchi e Hiroshi Sasaki; La  posterior Aoki Uru Frozen Designs Collection contenía una lista del personal que había sido confirmado para trabajar en Aoki Uru a fines de 1992, incluidos Kazuya Tsurumaki y Takeshi Honda como directores de animación que trabajaban con Sadamoto, mientras que los cuatro directores técnicos de Aoki Uru incluían dos de los tres asistentes de dirección de Royal Space Force (Shoichi Masuo y Shinji Higuchi), el director de Otaku no Video Takeshi Mori, y el dibujante e ilustrador de manga Kenji Tsuruta, quien más tarde haría los diseños de personajes para la serie de televisión Gainax del a 2002  dirigida por Yamaga, Abenobashi Mahō☆Shōtengai. La tarea de dibujar settei (modelos de diseño) para guiar a los animadores debía ser asignada a Satoshi Kon, que había entrado en la industria del anime dos años antes como diseñador de fondo en la Roujin-Z de 1990, dirigida por Hiroyuki Kitakubo, que trabajó en  Royal Space Force ; Durante la planificación de Aoki Uru, Kon también se desempeñó como artista de fondo y diseño en Patlabor 2 de Mamoru Oshii.
El lanzamiento en CD-ROM de 1998 de los diseños del proyecto Aoki Uru de 1992-1993 confirmó la declaración posterior de Takeda de que el trabajo comenzó antes de que se completara el guion. El guion gráfico se creó a través de un proceso que involucró a todo el personal principal en un retiro de capacitación, donde, en una serie de reuniones, elaboraron una secuencia de escenas para toda la película, de la cual Sadamoto luego dibujó el guion gráfico completo. La excepción al proceso fueron las escenas de acción aérea de la película, que fueron coreografiadas y luego dibujadas para el guion gráfico por Anno. Se describió que el "trabajo de producción a gran escala" en Aoki Uru había comenzado en enero de 1993; al final de los siguientes seis meses, Gainax había creado más de mil piezas de arte de diseño. Además de las 338 imágenes realizadas para el guion gráfico de la película, se produjeron 50 páginas de dibujos para los personajes de la película, 120 en sus mechas, 30 en sus "accesorios" (dispositivos pequeños), 90 en sus "escenarios artísticos" (dibujos lineales de los "diseños de escenarios" de un anime a partir de los cuales se hacen las pinturas de fondo reales), 21 "tableros de imágenes" de arte conceptual y 370 "tableros de colores", pinturas que representan conceptos sobre cómo se deben colorear las escenas. La introducción del CD-ROM señaló que el tablero de 370 colores en total incluía dos opciones para cada escena, una de cada uno de los dos directores de arte de Aoki Uru, Kikuchi y Sasaki, quienes abordaron la tarea como una competencia entre ellos.
Takeda y Yamaga figuraron como coproductores de Aoki Uru; sin embargo, Yamaga declararía más tarde que era su intención comenzar el proyecto, luego "entregárselo a Anno para que lo dirija y a Yasuhiro Takeda para que lo produzca" "No sabía cómo actuar y, a decir verdad, Aoki Uru se había convertido en una especie de carga. Me faltaba motivación ...", recordó Takeda. "Solo estaba haciendo lo que me dijeron. En general, creo que producir a Aoki Uru es más una tarea que cualquier otra cosa". La falta de progreso en el proyecto llevó a Akai a amenazar a Takeda con romper "todos los lazos conmigo, públicos y privados", lo que llevó a una explosión de esfuerzos para satisfacer a Akai que Takeda comparó con una madre y su hijo de escuela primaria "que había apenas terminó su tarea de verano el último día de vacaciones ". Takeda caracterizó un problema fundamental en el sentido de que Aoki Uru estaba pensado como un largometraje en el que Gainax había comenzado a trabajar sin haber obtenido aún el financiamiento para terminarlo; incluso cuando intentaron reunir capital, el propio Takeda se vio obligado a "tomar algunos préstamos de pobres" para cubrir los sueldos del personal: "Fui a no sé cuántos usureros y terminé obteniendo unos 8 millones yenes. Sin embargo, como resultado de pedir dinero prestado, mi vida cotidiana terminaría volviéndose bastante patética ... "
Aoki Uru fue puesto en suspensión de producción indefinida en julio de 1993. "No pudimos reunir más capital, y el personal simplemente no estaba progresando. Incluso Anno había perdido la motivación. Anno, yo y el resto del personal habíamos trabajado tan duro en este proyecto, pero teníamos nada que mostrar ", recordó Takeda, quien consideró renunciar por la situación, pero fue disuadido por Sawamura. La crisis financiera asociada con la interrupción de Aoki Uru llevó a lo que Takeda describió como un "éxodo masivo" de personal de Gainax después de que Sawamura anunciara a los empleados que en el futuro cercano no podía garantizar el pago de su nómina; Durante este período, el salario de Takeda se redujo hasta el punto en que ya no podía pagar un apartamento, y envió a su esposa, la autora de ciencia ficción Hiroe Suga, a vivir con sus padres mientras él dormía en un camarote de una pequeña empresa.
"Para Anno", escribió Takeda más tarde, "creo que poner a Aoki Uru en pausa fue un peso de sus hombros. Estoy seguro de que él estaba tan ansioso como yo, atormentado por la idea de que como director necesitaba hacer algo para arreglar las cosas, aunque no sabía qué hacer ". Durante este tiempo, Anno aceptó una oferta repentina de Toshimichi Otsuki de King Records para producir un anime de televisión juntos, una propuesta que eventualmente se convertiría en la serie Neon Genesis Evangelion. Takeda especula,

Uno de los temas clave en "Aoki Uru" había sido "no huir". En la historia, el personaje principal se enfrenta a la abrumadora tarea de salvar a la heroína ... Se escapó de algo en el pasado, por lo que decide que esta vez se mantendrá firme. El mismo tema se trasladó a  Evangelion , pero creo que fue algo más que simplemente trasladar el tema de un programa a otro. Realmente creo que Anno heredó algo de "Aoki Uru", la determinación de no huir de los problemas, y lo que vimos en "Evangelion" fue quizás solo un reflejo de esos sentimientos.

### Plan multimedia (finales de la década de 1990)
En los años transcurridos desde el intento inicial de hacer Aoki Uru, Gainax ha realizado esfuerzos periódicos para relanzar el proyecto. Al visitar los Estados Unidos para la Anime Expo 1996 poco después de que Evangelion se transmitiera por primera vez en la televisión japonesa, Hideaki Anno comentó: "Ciertamente, Hiroyuki Yamaga es bastante serio como una cuestión de carácter, por lo que realmente no piensa en comprometerse con el público. Por lo tanto [ Royal Space Force] no fue una película radical desde la perspectiva de Yamaga. Hay algo así como una secuela planeada, pero se ha detenido por ahora. Yamaga quiere convertirlo en "el anime final de este siglo". Quiere que suceda ".
Aunque Okada y Yamaga habían trabajado en estrecha colaboración para hacer Royal Space Force, su secuela no producida se convirtió en un punto de discusión entre ellos en sucesivas entrevistas con Animerica. La discusión de cuatro partes de la revista con Okada, realizada en 1995 en Otakon, concluyó con una afirmación de que mientras aún estaba en Gainax, Okada había discutido y rechazado la idea de hacer el concepto de Yamaga para Aoki Uru, con el argumento de que "la historia era casi exactamente al igual que [la película de 1984] Streets of Fire ... Yamaga es un hombre muy inteligente y talentoso. Pero ni siquiera a él se le ocurrió una idea que realmente le interesara, así que propone esta película de parodia ". Okada sostuvo que esta era la razón por la que había abogado por que Gainax no hiciera otra película de anime "durante al menos dos años", hasta que tuvieran "la emoción correcta" detrás de ella. Okada sugirió durante la entrevista que Animerica "algún día" le preguntara al propio Yamaga sobre el tema; la revista lo hizo dos años después durante una charla realizada con Yamaga en FanimeCon en 1997.
Yamaga caracterizó la visión de Okada de Aoki Uru (traducida en la entrevista como Blue Uru) como una mala interpretación: "Como otaku, es el tipo de persona que trata de obtener tanta información como puede. Trata de encontrar los detalles minuciosos de un cosa, y basándose en esos detalles, hace suposiciones. Ahí es donde salen sus errores ". Streets of Fire fue descrito por Yamaga como una inspiración conceptual para Aoki Uru, basado en el cariño de Takeda por la película estadounidense y el deseo de Yamaga de motivarlo como productor, pero solo en los términos básicos, dijo Yamaga, de "un héroe genial va a rescatar a la chica que ama ... eso era algo que Anno y Takeda iban a hacer. Pero ahora las cosas han cambiado, y estoy haciendo Blue Uru, y esa idea ha desaparecido. De todo eso, me doy cuenta de que una trama simple, un hombre rescatando a una chica; desde esa línea de base, se te permite mucha libertad. Así que el concepto probablemente permanecerá en lo que hago, pero no es como si estuviera basado en una película en particular ".
Afirmando la descripción de Sadamoto de 1993 de una película con énfasis en la velocidad, Yamaga contrastó a Aoki Uru con su proyecto cinematográfico anterior:
 

Cuando creé [Royal Space Force], mi objetivo era crear un mundo: estás ahí. Lo estás atravesando. Vea todos los detalles ... 20 personas pasaron dos años de trabajo creando detalles de un mundo que podría existir. Esta vez, quiero concentrarme en la velocidad. Quiero decir, hasta el punto en que vas a marearte por lo rápido que se mueven las cosas... Un cohete subió lentamente a los cielos, y estaban todos los detalles que estaban involucrados con eso. Esta vez, por el contrario, las cosas van a ser tan rápida... La velocidad es el foco de Blue Uru. Quiero expresar todo en un lenguaje que está bordeando los límites de la lógica, pero que transmite la historia. Lo que quiero hacer en Blue Uru es tomar palabras inventadas, jerga y alinearlas de una manera casi haiku. Quiero probar los límites, las posibilidades del idioma japonés. Es algo así como las cosas que escupiría Quentin Tarantino ... es profundo a su manera. Es un poco difícil de explicar.

La discusión de 1997 con Yamaga apareció en Animerica más de un año después en la edición de mayo de 1998; la entrevista estuvo acompañada de una barra lateral adicional con los comentarios de Yamaga sobre el estado actual de Blue Uru, descrito por la revista como uno de los "nuevos proyectos ... próximos a su lanzamiento" de Gainax. Yamaga detalló más a Blue Uru como un proyecto multimedia que se realizará en etapas sucesivas: primero como un videojuego de PlayStation, segundo, como una novela web serializada que será escrita por Yamaga, y tercero, como una adaptación de manga que será realizada por el proyecto desde hace mucho tiempo por el artista conceptual, Yoshiyuki Sadamoto. La película de anime en sí seguiría después de las tres etapas; Yamaga mencionó que se necesitaría un presupuesto de dos mil millones de yenes para gráficos de computadora extensos, "principalmente para fondos en 3-D ... La animación en sí, su movimiento y diseño, saldrá de la industria del anime tradicional. Planeo preservar lo tradicional aspecto de anime en la película ". Yamaga sostuvo que su objetivo no era hacer un anime que pareciera 3-D, sino utilizar el enfoque para "enfatizar una sensación de profundidad en un formato bidimensional", y mencionó que estaba investigando los programas PowerAnimator y LightWave 3D para desarrollar Blue Uru. Yamaga caracterizó la naturaleza escalonada del plan Blue Uru como "hasta cierto punto" una táctica de financiación:
En Japón, y creo que esto también es cierto en muchos otros países, como los Estados Unidos, un gran porcentaje de los derechos de un proyecto corresponde a las personas que aportan los fondos. Entonces, al financiar el proyecto en cualquier nivel por nosotros mismos, eso nos ayuda a asegurar los derechos generales del material. Creemos que es importante para nosotros mantener tantos derechos como podamos. Si comenzamos con un proyecto que financiamos, entonces tenemos más voz sobre lo que se hace con él, y luego, si el proyecto genera nuevos fondos, podemos usarlos para crear un proyecto más grande y, nuevamente, tener más voz en él.
En julio de 1998, Gainax lanzó un CD-ROM titulado Aoki Uru Frozen Designs Collection que contiene el contenido visual y de guion creado durante el proyecto 1992-1993, con un nuevo comentario agregado como un archivo QuickTime. El comentario, en forma de conversación entre Yamaga y uno de los directores técnicos previstos de la versión anterior de Aoki Uru, Kenji Tsuruta, amplió el razonamiento de Yamaga detrás del concepto de la película original; como había creado un héroe que encajaba con Takeda como productor, deseaba que la película también se adaptara a Anno como director. Yamaga creía que la plantilla personal de Anno para un héroe era Ultraman; en 1983 los dos habían hecho juntos una película amateur de Ultraman mientras estaban en Daicon Film. Sin embargo, Yamaga también consideró que el enfoque de "héroe genial" de Takeda no encajaba bien con la ética de Ultraman, por lo que para hacer que Aoki Uru fuera compatible con Anno, Yamaga recurrió al modo físico de los eventos de la película, decidiendo hacer de Aoki Uru una acción aeronáutica. historia para que Anno pudiera expresar su particular sensibilidad como animador de objetos a gran velocidad y en el aire.
En diciembre de 1998, Gainax lanzó un disco compacto EP con mezclas de un tema instrumental de Aoki Uru de Joujouka, un grupo electrónico formado en ese momento por DJ Tsuyoshi (Tsuyoshi Suzuki), Takeshi Isogai y Minoru Tsunoda. Yamaga, fanático del estilo de música Goa trance de Tsuyoshi, sintió que tenía la "sensación de velocidad y entusiasmo" ideal para el juego planeado de Aoki Uru para PlayStation, y viajó a Londres para reclutar al artista, que en ese momento estaba pinchando en el club Return to the Source. En febrero y septiembre de 2000, Gainax lanzó un primer y segundo complemento Aoki Uru Combat Flight Simulator Plane And Mission Module para el videojuego Microsoft Combat Flight Simulator utilizando diseños de aviones del personal del proyecto de anime 1992-1993, así como otros nuevos aportados por artistas como el diseñador de mechas de Neon Genesis Evangelion, Ikuto Yamashita, así como el creador de Akira, Katsuhiro Otomo, y el creador de Maschinen Krieger, Kow Yokoyama.
El año siguiente al lanzamiento de los complementos de Aoki Uru para Microsoft Combat Flight Simulator, Gainax anunció que los próximos proyectos de Yamaga serían la serie de anime de televisión Mahoromatic y Abenobashi, declarando, "Hiroyuki Yamaga, como nuestro director, ha estado al acecho durante 14 años desde su última gran obra, Las alas de Honnêamise ". Sin embargo, dos meses después, un informe sobre Gainax de la 40.ª Convención Nacional Anual de Ciencia Ficción de Japón de Anime News Network indicó que, además de que Gainax tenía rumores "casi confirmados" en el evento de una secuela de su anime Gunbuster de 1988-89, "La secuela de Hiroyuki Yamaga de The Wings of Honnêamise, Blue Uru, que ha estado en un estado de limbo durante 8 años, parece estar lista para ser producida. No lo malinterpreten, Gainax no ha confirmado ninguna de estas secuelas, pero lo haría parece que están seriamente decididos a producir ambos ". La secuela de Gunbuster, Diebuster, sería lanzada por Gainax tres años después, en 2004.

### Uru in Blue(2013–)
El 20 de marzo de 2013, el día de apertura de la Feria Internacional de Anime de Tokio de ese año, Gainax mostró un póster teaser para la película de Aoki Uru en la que figuraba Hiroyuki Yamaga como director y guionista y Yoshiyuki Sadamoto como diseñador de personajes. Junto al artista Range Murata, Yamaga y Sadamoto discutieron el proyecto durante una charla esa noche organizada por Osamu Kobayashi en el espacio para eventos Asagaya Loft A. En septiembre siguiente, Gainax anunció en su página de Facebook que una película piloto para Aoki Uru sería lanzada en 2014; durante su aparición como invitado en San Mateo, California en la Japan Expo USA 2013, Sadamoto comentó en una entrevista con Anime News Network: "Me gustaría que se convierta en una película tan genial como Honnêamise. El personal principal de la película también puede trabajar en un adaptación de manga que será diferente a la película. Actualmente estamos buscando socios comerciales para la película ".
En mayo de 2014, durante el Festival de Cine de Cannes, Gainax promocionó la película bajo el título en inglés Uru in Blue, como expositor en el stand de la Organización de Comercio Exterior de Japón. En diciembre siguiente, en el evento Anime Festival Asia en Singapur, Yamaga indicó que la película piloto, que se llamaría "Overture", se estrenaría en 2015 en lugar de 2014 como se anunció anteriormente, y que el proyecto buscaba asociarse con posibles compañías de producción. en Taiwán, Corea del Sur, Singapur y Oriente Medio, así como Japón. Yamaga relató además que Uru in Blue no usaría el sistema de comité de producción común al anime, sino que buscaría inversionistas a través de una sociedad de responsabilidad limitada con sede en Singapur; Se proyectó un presupuesto de US $ 40 millones para la película, en la que Yasuhiro Takeda volvería a su papel original como productor.
Durante una visita de regreso a la FanimeCon en 2015, Yamaga detalló el estado de Uru in Blue, así como sus cambios a lo largo del tiempo y su perspectiva sobre su desarrollo prolongado: "Casi se podría decir que la parte más larga de este proceso fue que me encontré a mí mismo para poder producir esta película ... Aunque mucha gente me ha dicho 'te has tardado demasiado en este proyecto', siento que he invertido la cantidad de tiempo perfecta para hacer el mejor proyecto posible ", aunque el director también citó el éxito de Neon Genesis Evangelion como explicación: "Me hubiera gustado haber comenzado este proyecto antes, pero la loca popularidad de Evangelion a lo largo de dos décadas lo ha retrasado". El director exhibió imágenes de la versión "reiniciada" del proyecto; mientras que los guiones gráficos de la propuesta de Aoki Uru 1992-1993 habían sido dibujados por Sadamoto y Hideaki Anno, Yamaga mostró nuevos guiones gráficos dibujados por él mismo, además de diseños revisados del personaje principal dibujado por Sadamoto; Yamaga comentó que este protagonista había "cambiado dramáticamente desde la concepción original allá por 1992".
El concepto original de Aoki Uru estaba destinado a no tener personajes de Royal Space Force; Sin embargo, Yamaga sugirió la posibilidad de que hicieran cameos en Uru en el escenario futuro de Blue, aunque la película estaría ambientada en una "nación completamente diferente" del Reino de Honnêamise de la primera película. Yamaga describió un "concepto central" de Uru in Blue siendo que sus personajes principales "no son caballeros nobles, son rufianes y matones que provienen de entornos bastante pobres" que llevan a cabo duelos en nombre de los sindicatos de juegos de azar utilizando aviones de combate adquiridos como excedentes militares. . El protagonista de la película es un duelista profesional de 32 años; Yamaga relató que el personaje está inspirado en los profesionales contemporáneos de la industria del anime, que "sacrifican mucho en su juventud y en los 20. Se rompen el cuerpo al intentar hacer anime, y una vez que llegan a los 30, reconsideran si realmente vale la pena. que se les pague una miseria y se comprometan con la sangre de su vida, si vale la pena hacer esto por el resto de su vida ".
En el panel de Fanime de 2015, Yamaga había caracterizado los métodos tradicionales de financiación del anime como poco profesionales y carentes de estándares, y que la incapacidad de Uru in Blue para encontrar financiación en Japón le había llevado a buscarla en Singapur, como se anunció allí en 2014. Durante una aparición en 2016 en FicZone en España, Sadamoto reconoció que la fecha de estreno en 2015 de la película piloto "Overture" de Uru ya había pasado: "Como dije antes, es algo que depende del dinero. En este caso, estoy realmente comprometido con la película, simplemente me encanta. Es un proceso lento y la falta de dinero es un problema real. De todos modos, aunque no puedo decir nada al respecto ahora mismo, aunque el director actual deje el proyecto, seguiré involucrado en él. "
En junio de 2017, luego de la pérdida de Gainax de una demanda por regalías demoradas presentada por Khara, un estudio establecido por el ex director de Gainax, Hideaki Anno, Yamaga declaró que Gainax estaba siendo reestructurado y que el trabajo de producción había comenzado en Uru in Blue. En julio y agosto de 2018, la sucursal de Gainax en Fukushima fue adquirida por el Grupo Kinoshita, un conglomerado conocido en gran parte por su negocio inmobiliario y de vivienda, pero que actualmente administra el festival Tokio Filmex, y cuya rama de distribución, Kino Films, estrena alrededor de 15 películas al año. Renombrada como Gaina, la división de anime de la antigua Fukushima Gainax se trasladó a Koganei en Tokio. En septiembre siguiente, Gaina anunció que se haría cargo de la producción de Uru in Blue, "con el objetivo de un lanzamiento mundial del anime en 2022". Un artículo de Yamaga sobre el tema de la civilización aparecido en el número del 22 de diciembre de 2022 del Niigata Keizai Shimbun lo describía como "trabajando actualmente" en el proyecto.

### Citas
1. ↑  Horn, 1998, p. 27
2. 1 2  Takeda, 2005, p. 16
3. 1 2  «「文明論」第１回「駅裏」 山賀博之（株式会社ガイナックス元代表取締役社長）». 新潟県内のニュース｜にいがた経済新聞 (en japonés). Consultado el 14 de marzo de 2023.
4. ↑  Anno, 2012, p. 171
5. ↑  Takeda, 2005, p. 30
6. ↑  Ishida y Kim, 2019, p. 27
7. ↑  Takeda, 2005, pp. 152, 136–137, 153
8. ↑  Horn, 1996, p. 25
9. ↑  Horn, 1996, p. 25
10. ↑  「バンダイの中でもさっき言った『この企画は行けそうだからもっとやってみよう』という派閥はあるんです。で、実際に企画を通そうと、企画書やら予算表やらを作ってみたはずなんです。テレビアニメというのは当時でも一話に付き、千五百万くらいかかりました。ということは、五十二話作ると八億近い出資になるわけですよ。それに放映料があります。放映の枠は、ゴールデンタイムとか深夜とか日曜の朝とか色ヶですけど、その枠を買い取ったとしたら、一話当たり二千万くらいかかります。五十二話だったら十億円。結局、制作費＋放映料で十八億円くらいかかっちゃうんですよ。十八億円もかけるんだったら、彼らにもう一本映画作らせた方が安上がりだろうということになったんですね。最初の劇場版はゼロから作ったから四億かかったけど、今度は前の設定がまだ全部残ってる。坂本龍一先生の音楽も全部残ってる。セル画も残ってる。カットを兼用とか出来れば、安上がりだろう。『兼用できるんだから、二億くらいで映画出来ないか』って言われたわけです。劇場版『オネアミスの翼』の続編『オネアミス2』は、思い切ってあの世界の百年後をやってみようと考えました。。。もちろん登場人物たちはみんな死んで伝説になっています。。。光速のギリギリまで、速度を上げるような方法が開発されて、宇宙戦艦で六光年離れた星に行く話です。『王立宇宙軍』というと、独特の異世界ですよね。あの異世界の科学技術から百年後、亜光速飛行、ちょっとワープっぽいこともできる船が完成して、で、宇宙船団が六光年離れた星に行く。そこには人間が住んでいる星がある。で、ファーストコンタクトものになるんてす。そのファーストコンタクトする惑星が、今の僕らの地球なんです。。。そしたら、今度はバンダィが『二億で二本、劇場映画ができないか？』と言ってきた。ムチャですよね。一本二億でも安いのに、二本で二億というのは。でも、僕も山賀君も『二本の映画を同時に作る』というアイデアが気に入っちゃった。さっきの『百年後の世界で、異世界と地球のファーストコンタクトもの』を、地球側とオネアミス側、それぞれの視点で映画を作ったら面白いな、と思いついちゃったんです。地球側、こっちの世界の時代はどこにするのか。一九八九年とか九〇年、つまりちょうど映画の企画をやってる今がいいだろうと。いま急に宇宙人が来たらどうなるだろう。。。もちろん『王立宇宙軍』ですから、軍の話です。最後は戦闘になるに違いない。未来の話じゃなく、現在の人類の手持ちの兵器で、宇宙戦争をやると一体どんな風景になるのかっていうのもやりたい。。。プロットを作り出してはいたけど、イメージボードとかは発注しなかったです。ボードとか絵の状態にするためには、予算がかかるし、ほんとに予算がつくかもわかんないし。。。しかし、いつかバンダイから話が出なくなった。続編の劇場版って話もなくなっちゃいました。」Okada, 2010, pp. 96–98
11. ↑  Gainax, 1998a
12. ↑  Takeda, 2005, pp. 14–15
13. ↑  Takeda, 2005, pp. 130, 150–151, 154
14. ↑  Takeda, 2005, p. 154
15. ↑  Takeda, 2005, p. 129
16. ↑  Takeda, 2005, pp. 154–55, 185
17. 1 2 3  Gainax, 1998b
18. ↑  「スペース•オペラにロボットアクションや人間ドラマなどの要素を取り入れ、魅力的な企画に発展したはずの『オリンピア』は、なぜか制作されませんでした。」Sadamoto, 1993, p. 14 (en japonés)
19. ↑  Takeda, 2005, pp. 136, 175
20. ↑  「理由はそれぞれの関係者によって異なると思いますが、『魅力的な企画』とははたして誰に対してそうなのか。少なくとも、われわれスタッフが感じる魅力とは違っていたのではないでしょうか。『では、その魅力とは何なのか？それを探り、次代のガイナックス作品をつくるためには、まず原点であった「王立宇宙軍」にけりをつける必要がある。つまり、原点に立ち返り、ガイナックスのスタートであった「王立宇宙軍」を現在のわれわれなら、どのようにとらえることができ、かつ、作品に反映できるのか』との命題とともに山賀プロデューサーから出された企画が『蒼きウル』なのです。」 (en japonés) Sadamoto, 1993, p. 14
21. ↑  Takeda, 2005, p. 155
22. ↑  「──オネアミス王国での妃の誘拐事件が発生。奪還のために招集され組織された、たった５人の特殊部隊。その中に、拉致された妃のかつての恋人であり、軍を捨て身を隠したパイロット、ウルの姿があった。それぞれの思いを抱き飛び立つ５機のVTOL部隊。はたして彼らの救出作戦は成功するのか••••••？　といったあらすじのもと、スピード感あふれる壮烈なスカイ•アクションを叩き込んだ映像をめざし制作中です。 」 (en japonés) Sadamoto, 1993, p. 14
23. ↑  Takeda, 2005, pp. 155, 186
24. ↑  Osmond, 2009, pp. 16–17
25. ↑  「同年3月には脚本の完成を持つことなく、シーンとして書き上げた分からそれを絵コンテにしてゆく作業が開始される。」Gainax, 1998a
26. ↑  「絵コンテの作成には主要なスタッフ全員が関わってあり、数回の合宿会議が行われた後、そこで決定されたカット割りに基づいて貞本義行が画を描きいれるという方法で進められた。（ただし、スカイアクションのシーンに関しては画も含め、庵野監督自身によって作成された）」Gainax, 1998a
27. ↑  「さらに、年の明けた1993年1月には作画も開始され、本格的なプロダクション作業に入った。それから半年の間にキャラクター設定50点、メカニック設定120点、プロップ（小物）設定30点、美術設定90点、絵コンテ338カット、イメージボード21点、カラーボード370点、(これは菊地正典と佐々木洋の両美術監督の競作によって作成されたため1カットにつき2点づつが存在する）、原画数十カットが作成された。」Gainax, 1998a
28. 1 2 3  Horn, 1998, p. 26
29. ↑  Takeda, 2005, pp. 157–158
30. ↑  「しかし、同年7月に種々の事情により企画凍結」Gainax, 1998a
31. ↑  Takeda, 2005, pp. 157–160
32. ↑  Takeda, 2005, p. 164
33. ↑  Takeda, 2005, p. 182
34. ↑  Takeda, 2005, p. 164
35. ↑  Takeda, 2005, p. 165
36. ↑  «Hideaki Anno's The Restoration». Newtype USA (A.D. Vision, Inc.) 6 (3): 30. Marzo de 2007.
37. ↑  「このページでは『オネアミスの翼〜王立宇宙軍』の企画書の1部を紹介することにしょう。。。それでも、この作品にかけた岡田、山賀の意気ごみは充分に伝わると確信する。」Studio Hard, 1987, p. 48
38. ↑  Horn, 1996, p. 26
39. ↑  Horn, 1998, pp. 12–13, 26–27
40. ↑  「『作品論みたいなところで具体的に言うと、基本として頭がクラクラするような映画を作りたいですね。頭を使っためまいの遊びというか、ジェットコースターが物理的なめまいの遊びだとしたら、映画は思考的なめまいの遊びだと思ってるんです。「王立」では思想的には万華鏡的に楽しんだけれども、もう少し具体的に感覚的に遊べるものを作りたいですね。映画は整理されてすまして表現されるけど、現実はもっと混沌としてるものですよね。』」Daitoku, 1987, p. 24
41. ↑  「『王立』のときはまず作品をつくることが優先事項で、それどころではなかった。もちろん周囲には『権利はどうすんねん、確保しとけ』と言ってくれる人もいましたけど、あのときは『今 は作品ができることが大事。そういうことを主張するよりも作品の完成度を上げることに集中しよう』と、最初に申し合わせていたんです。だから『王立』の著作権は契約上、100%バンダイビジュアルにあります。もちろん法律上は監督した山賀には監督権というものがあります。またバンダイビジュアルも配慮してくれて、クレジットの表記にガイナックスも入れてくれていますし、お金も入ってきます。しかし契約上は、『ウチのモノ』ではないんですよ。」Hotta,  2005, p. 36
42. ↑  «Lost Gainax Project Reborn». Anime News Network. 5 de septiembre de 1998. Consultado el 28 de diciembre de 2019.
43. ↑  Matthew Roe (17 de junio de 2019). «Hideaki Anno: Before Evangelion». Anime News Network. Consultado el 23 de enero de 2020.
44. ↑  Takeda, 2005, pp. 12–13
45. ↑  「じゃあこれどんなふうな話にしますかって武田さんと詰めたら、どんな映画が武田さん観たいですかって言ったら、『格好良いものが観たい』。。。だから、じゃあそれを庵野に結びつけたときに、 庵野の世界におけるヒーローというのがどういうふうな形が取れるのか。。。庵野とヒーローものっていうのは一種ウルトラマン的なところで接点はありつつも、実はあの人の作家世界ではちょっとヒーローとか、格好良いとかってものがちょっとずれる。 それを無理やり結びつけてみたらどうかなと思ってやったわけですよね。で、なんで航空アクションものにしたかというと、昔から庵野はロボットは大好きだけど、飛んで行く浮遊感であるとか、スピード感であるとか、ああいう部分では凄いセンスを持ったアニメーターだったところがあるんで。」Yamaga y Tsuruta, 1998, 00:10
46. ↑  «Aoki Uru Combat Flight Simulator Plane And Mission Module On Sale». Archivado desde el original el 11 de mayo de 2001. Consultado el 31 de enero de 2020.
47. ↑  «Aoki Uru Combat Flight Simulator Plane and Mission Module 2 On Sale». Archivado desde el original el 24 de diciembre de 2002. Consultado el 31 de enero de 2020.
48. ↑  «Gainax's New Anime Plans». Consultado el 1 de febrero de 2020.
49. ↑  «Gunbuster and Honneamise Sequels». Consultado el 2 de febrero de 2020.
50. ↑  Egan Loo (20 de marzo de 2013). «Gainax Makes Blue Uru Film with Honneamise's Yamaga, Sadamoto». Consultado el 7 de febrero de 2020.
51. ↑  Hisanori Kogure (21 de marzo de 2013). «Tōketsu kaijo! Gainax no maboroshi, 'Aoki Uru' ga kodō o saikai. [Unfreeze! Gainax's Vision, "Aoki Uru," Resumes Beating]». Kotaku. p. Ameba News. Consultado el 7 de febrero de 2020.
52. ↑  «2013-nen 3 tsuki 20-nichi (suiyōbi) no yoru sukejūru [Wednesday, March 20, 2013 Evening Schedule]». Asagaya Loft A. 20 de marzo de 2013. Consultado el 7 de febrero de 2020.
53. ↑  Egan Loo (4 de septiembre de 2013). «Gainax's Blue Uru Pilot Film Slated for 2014». Consultado el 7 de febrero de 2020.
54. ↑  Lynzee Loveridge (19 de septiembre de 2013). «Interview: Evangelion Character Designer Yoshiyuki Sadamoto». Consultado el 7 de febrero de 2020.
55. ↑  «Japan Booth 2014 in Cannes». Japan External Trade Organization. Archivado desde el original el 4 de noviembre de 2014. Consultado el 7 de febrero de 2020.
56. ↑  «Uru in Blue». Japan External Trade Organization. Archivado desde el original el 8 de mayo de 2014. Consultado el 7 de febrero de 2020.
57. 1 2  Egan Loo (4 de diciembre de 2014). «Gainax's Uru in Blue to Open Worldwide in 2018 with Short Next Spring». Consultado el 7 de febrero de 2020.
58. 1 2  Evan Minto (4 de junio de 2015). «FanimeCon 2015: Uru in Blue Panel Photos and Transcript». Ani-Gamers. Consultado el 8 de febrero de 2020.
59. ↑  Manu G. (17 de mayo de 2016). «Interview: Legendary Evangelion Illustrator Yoshiyuki Sadamoto». Anime News Network. Consultado el 9 de febrero de 2020.
60. ↑  Karen Ressler (23 de junio de 2017). «Gainax Begins Uru in Blue Anime Film's Production This Month». Consultado el 13 de febrero de 2020.
61. ↑  Jack Gallagher (2 de julio de 2019). «Art of the deal: How Kinoshita Group came to sponsor Vincent Zhou». Consultado el 13 de febrero de 2020.
62. ↑  Liz Shackleton (9 de mayo de 2018). «Japan's Kinoshita Group steps in to manage Tokyo FILMeX». Consultado el 13 de febrero de 2020.
63. ↑  Takeda, 2005, p. 91
64. ↑  Rafael Antonio Pineda (20 de agosto de 2018). «Kinoshita Acquires Fukushima Gainax, Moves Studio to Tokyo Under New Name». Consultado el 13 de febrero de 2020.
65. ↑  Rafael Antonio Pineda (7 de septiembre de 2018). «Gaina Announces Uru in Blue Anime for 2022, New Top o Nerae! 3 Anime Project». Consultado el 9 de febrero de 2020.